# Eccellenza Friuli-Venezia Giulia 1997-1998
Il campionato italiano di calcio di Eccellenza regionale 1997-1998 è stato il settimo organizzato in Italia. Rappresenta il sesto livello del calcio italiano.
Questo è il campionato regionale della regione Friuli-Venezia Giulia.

## Stagione
Al campionato di Eccellenza del Friuli Venezia Giulia 1997-98 partecipano 16 squadre: 
- 12 hanno mantenuto la categoria: Centro del Mobile, Gradese, Itala San Marco, Manzanese, Pozzuolo, Pro Fagagna, Rivignano, Ronchi, Sacilese, San Sergio, Sangiorgina e Sevegliano
- 2 sono state retrocesse dal C.N.D. : Pro Gorizia e Palmanova
- 2 sono state promosse dalla Promozione : Porcia e Mossa (vincitrici dei gironi).

## Squadre partecipanti
| Squadra                       | Città (provincia)                | Stagione 1996-1997                             |
| ----------------------------- | -------------------------------- | ---------------------------------------------- |
| A.S. Centro del Mobile Calcio | Maron di Brugnera (PN)           | 11ª in Eccellenza (ex aequo)                   |
| U.S. Gradese                  | Grado (GO)                       | 8ª in Eccellenza                               |
| U.S. Itala San Marco          | Gradisca d'Isonzo (GO)           | 7ª in Eccellenza                               |
| U.S. Manzanese                | Manzano (UD)                     | 4ª in Eccellenza                               |
| A.S. Mossa                    | Mossa (GO)                       | 1ª in Promozione/gir.B. Promossa               |
| A.C. Palmanova                | Palmanova (UD)                   | 18ª in C.N.D./gir.D. Retrocessa                |
| U.S. Porcia                   | Porcia (PN)                      | 1ª in Promozione/gir.A. Promossa               |
| U.C. Pozzuolo del Friuli      | Pozzuolo del Friuli (UD)         | 13ª in Eccellenza                              |
| U.S. Pro Fagagna              | Fagagna (UD)                     | 9ª in Eccellenza (ex aequo)                    |
| A.C. Pro Gorizia              | Gorizia                          | 17ª in C.N.D./gir.D. Retrocessa                |
| U.S. Rivignano                | Rivignano (UD)                   | 2ª in Eccellenza. Perde gli spareggi nazionali |
| A.S. Ronchi Calcio            | Ronchi dei Legionari (GO)        | 9ª in Eccellenza (ex aequo)                    |
| S.S. Sacilese                 | Sacile (PN)                      | 3ª in Eccellenza                               |
| Pol. San Sergio Calcio        | Trieste                          | 6ª in Eccellenza                               |
| S.S. Sangiorgina              | San Giorgio di Nogaro (UD)       | 11ª in Eccellenza                              |
| U.S. Sevegliano               | Sevegliano di Bagnaria Arsa (UD) | 5ª in Eccellenza                               |

## Classifica finale
|  | Pos. | Squadra           | Pt | G  | V  | N  | P  | GF | GS | DR  |
|  | ---- | ----------------- | -- | -- | -- | -- | -- | -- | -- | --- |
|  | 1.   | Itala San Marco   | 59 | 30 | 16 | 11 | 3  | 40 | 18 | +22 |
|  | 2.   | Sacilese          | 59 | 30 | 16 | 11 | 3  | 45 | 16 | +29 |
|  | 3.   | Pozzuolo          | 58 | 30 | 17 | 7  | 6  | 47 | 19 | +28 |
|  | 4.   | Sevegliano        | 55 | 30 | 15 | 10 | 5  | 42 | 26 | +16 |
|  | 5.   | Sangiorgina       | 43 | 30 | 11 | 10 | 9  | 38 | 41 | -3  |
|  | 6.   | Porcia            | 42 | 30 | 12 | 6  | 12 | 36 | 37 | -1  |
|  | 7.   | Pro Gorizia       | 40 | 30 | 10 | 10 | 10 | 27 | 25 | +2  |
|  | 8.   | Ronchi            | 40 | 30 | 10 | 10 | 10 | 28 | 31 | -3  |
|  | 9.   | Manzanese         | 39 | 30 | 10 | 9  | 11 | 32 | 31 | +1  |
|  | 10.  | Rivignano         | 38 | 30 | 10 | 8  | 12 | 24 | 27 | -3  |
|  | 11.  | Mossa             | 34 | 30 | 7  | 13 | 10 | 20 | 29 | -9  |
|  | 12.  | San Sergio        | 32 | 30 | 8  | 8  | 14 | 22 | 36 | -14 |
|  | 13.  | Centro del Mobile | 31 | 30 | 8  | 7  | 15 | 27 | 42 | -15 |
|  | 14.  | Palmanova         | 29 | 30 | 6  | 11 | 13 | 17 | 27 | -10 |
|  | 15.  | Gradese           | 28 | 30 | 8  | 4  | 18 | 39 | 58 | -19 |
|  | 16.  | Pro Fagagna       | 20 | 30 | 3  | 11 | 16 | 24 | 45 | -21 |

Legenda:
      Promossa in Serie D 1998-1999.
  Partecipa agli spareggi-promozione.
      Retrocessa in Promozione.
Regolamento:
Tre punti a vittoria, uno a pareggio, zero a sconfitta.

## Risultati

### Tabellone
|                   | CdM  | Gra  | ISM  | Man  | Mos  | Pal  | Por  | Poz  | P.F  | P.G  | Riv  | Ron  | Sac  | S.S  | Sgg  | Sev  |
| ----------------- | ---- | ---- | ---- | ---- | ---- | ---- | ---- | ---- | ---- | ---- | ---- | ---- | ---- | ---- | ---- | ---- |
| Centro del Mobile | –––– | 3-2  | 0-1  | 3-3  | 0-0  | 0-0  | 4-0  | 2-0  | 2-1  | 1-0  | 0-0  | 2-2  | 0-2  | 0-0  | 0-2  | 0-1  |
| Gradese           | 1-0  | –––– | 0-1  | 0-2  | 2-3  | 2-4  | 1-3  | 0-4  | 1-2  | 0-3  | 2-0  | 1-1  | 0-2  | 3-1  | 4-3  | 2-4  |
| Itala San Marco   | 3-0  | 1-2  | –––– | 2-1  | 2-0  | 0-0  | 4-0  | 0-0  | 1-1  | 1-0  | 2-1  | 2-2  | 2-1  | 1-0  | 2-2  | 1-1  |
| Manzanese         | 0-1  | 1-1  | 0-0  | –––– | 0-2  | 2-0  | 0-1  | 3-2  | 2-0  | 3-0  | 1-0  | 0-1  | 1-1  | 1-1  | 1-2  | 0-2  |
| Mossa             | 0-1  | 1-1  | 0-2  | 2-1  | –––– | 0-0  | 2-1  | 0-0  | 1-1  | 0-0  | 1-0  | 0-0  | 1-1  | 0-3  | 2-2  | 0-2  |
| Palmanova         | 1-0  | 2-0  | 0-3  | 0-1  | 0-0  | –––– | 0-0  | 0-2  | 0-0  | 0-1  | 0-0  | 0-0  | 0-1  | 0-1  | 0-0  | 1-2  |
| Porcia            | 5-0  | 3-2  | 1-1  | 2-3  | 1-0  | 1-0  | –––– | 0-1  | 2-1  | 1-0  | 1-1  | 4-1  | 1-4  | 1-0  | 0-1  | 1-1  |
| Pozzuolo          | 2-0  | 2-1  | 2-0  | 2-0  | 4-1  | 1-0  | 1-0  | –––– | 3-1  | 0-0  | 2-0  | 2-1  | 1-0  | 3-0  | 1-2  | 2-2  |
| Pro Fagagna       | 1-2  | 2-5  | 0-1  | 1-1  | 2-1  | 0-2  | 1-2  | 1-4  | –––– | 1-1  | 0-0  | 1-2  | 2-3  | 1-3  | 0-0  | 2-2  |
| Pro Gorizia       | 2-1  | 2-1  | 0-1  | 2-0  | 0-0  | 0-1  | 1-1  | 1-0  | 0-1  | –––– | 3-0  | 1-0  | 0-0  | 0-0  | 3-2  | 1-1  |
| Rivignano         | 3-2  | 2-0  | 2-1  | 0-2  | 0-1  | 1-2  | 2-0  | 1-0  | 0-0  | 1-0  | –––– | 3-2  | 0-1  | 2-0  | 1-2  | 1-0  |
| Ronchi            | 1-0  | 0-0  | 1-1  | 1-2  | 1-0  | 3-0  | 1-0  | 0-4  | 1-0  | 2-1  | 1-1  | –––– | 0-0  | 2-0  | 1-0  | 0-0  |
| Sacilese          | 3-0  | 4-0  | 0-0  | 0-0  | 0-0  | 1-1  | 2-1  | 0-0  | 0-0  | 4-1  | 1-0  | 1-0  | –––– | 3-0  | 4-1  | 4-2  |
| San Sergio        | 2-2  | 2-1  | 0-1  | 0-0  | 0-0  | 1-0  | 0-2  | 0-0  | 2-1  | 0-2  | 0-0  | 1-0  | 1-2  | –––– | 1-2  | 2-1  |
| Sangiorgina       | 2-1  | 0-2  | 0-2  | 1-1  | 1-2  | 2-2  | 1-1  | 2-2  | 1-0  | 2-2  | 0-0  | 2-0  | 1-0  | 1-0  | –––– | 1-3  |
| Sevegliano        | 2-0  | 0-2  | 1-1  | 1-0  | 1-0  | 2-1  | 1-0  | 1-0  | 0-0  | 0-0  | 0-2  | 2-1  | 0-0  | 4-1  | 3-0  | –––– |

## Spareggi

### Spareggio promozione
| Arbitro: | Gottipavero (Venezia) |

|                           |           |           |
| Pauletto 83’ Cecotti 108’ | Marcatori | 58’ Giust |

## Play-off nazionali

### Primo turno
| Arbitro: | Faccoetti (Bergamo) |

|                         |           |  |
| Giust 27’ Scodeller 78’ | Marcatori |  |

| Arbitro: | Schiano (Padova) |

|             |           |                 |
| Ecolani 20’ | Marcatori | 90+5’ Scodeller |

### Secondo turno
| Arbitro: | Bordino (La Spezia) |

|               |           |           |
| Bortoli 90+4’ | Marcatori | 75’ Zonta |

- Il Giudice sportivo ha assegnato la vittoria 2-0 a tavolino alla Sacilese poiché il Monselice ha sostituito al 62' il calciatore numero 6 Alberto Ruvoletto (nato il 10/03/1979) con il numero 13 Marco Bellettato (02/10/1977) così disattendendo l'obbligo della presenza per l'intera durata della gara di almeno un calciatore nato dal 01/01/1978. Inutile il ricorso del Monselice che ha cercato di dimostrare che il giocatore entrato in campo col numero 13 era lo juniores Donegà e che quest'ultimo aveva involontariamente invertito la maglia di gioco con Bellettato. Essendo una competizione di campionato e non di coppa, non è prevista l'estromissione del Monselice dal torneo, quindi il ritorno è stato disputato regolarmente.

| Arbitro: | Botta (Nichelino) |

|  |           |                                   |
|  | Marcatori | 8’ Capuzzo 69’ Damiani 111’ Zillo |

## Fase Regionale Coppa Italia Dilettanti
La coppa è stata vinta dalla Sacilese (1-0 in finale sulla Pro Gorizia)